# Vòng loại Cúp FA 2014-15
Vòng loại Cúp FA 2015–16 khởi đầu cho giải đấu lần thứ 134 ở Anh cho chức vô địch Football Association Challenge Cup (FA Cup), giải đấu loại trực tiếp lâu đời nhất thế giới. Có tổng cộng 736 được quyền tham gia, giảm một đội so với mùa giải trước là 737.
Một số lượng lớn câu lạc bộ vào giải đấu thuộc Cấp độ 5 đến 10 trong Hệ thống các giải bóng đá ở Anh có nghĩa rằng giải đấu sẽ bắt đầu gồm 6 vòng, 2 vòng sơ loại và 4 vòng loại. 32 đội chiến thắng ở Vòng loại 4 sẽ vào Vòng 1, khi các đội bóng ở Cấp độ 3 và 4 sẽ bước vào tranh tài.

## Lịch thi đấu
Lịch thi đấu Vòng loại Cúp FA 2014–15, được công bố bởi Hiệp hội bóng đá Anh.
| Vòng              | Ngày thi đấu chính   | Số trận đấu | Câu lạc bộ | Các đội mới vào vòng này | Tiền thưởng     |
| ----------------- | -------------------- | ----------- | ---------- | ------------------------ | --------------- |
| Vòng Tiền sơ loại | 16 tháng 8 năm 2014  | 184         | 736 → 552  | 368: thứ 369–thứ 736     | 1,500 bảng Anh  |
| Vòng Sơ loại      | 30 tháng 8 năm 2014  | 160         | 552 → 392  | 136: thứ 233–thứ 368     | 1,925 bảng Anh  |
| Vòng loại 1       | 13 tháng 9 năm 2014  | 116         | 392 → 276  | 72: thứ 161–thứ 232      | 3,000 bảng Anh  |
| Vòng loại 2       | 27 tháng 9 năm 2014  | 80          | 276 → 196  | 44: thứ 117–thứ 160      | 4,500 bảng Anh  |
| Vòng loại 3       | 11 tháng 10 năm 2014 | 40          | 196 → 156  | không có                 | 7,500 bảng Anh  |
| Vòng loại 4       | 25 tháng 10 năm 2014 | 32          | 156 → 124  | 24: thứ 93–thứ 116       | 12,500 bảng Anh |

## Vòng Tiền sơ loại
Các trận đấu của vòng Tiền sơ loại được dự định diễn ra vào ngày 16 tháng 8 năm 2014, các trận đấu lại không được tổ chức sau ngày 21 tháng 8 năm 2014. Có tổng cộng 368 đội, từ Cấp độ 9 và 10 của bóng đá Anh, vào vòng này. Kết quả như sau:
| Thứ tự                                                                   | Đội nhà (Bốc thăm)              | Tỷ số | Đội khách (Bốc thăm)            | Khán giả |
| ------------------------------------------------------------------------ | ------------------------------- | ----- | ------------------------------- | -------- |
| 1                                                                        | Whickham (10)                   | 5 – 0 | Bacup & Rossendale Borough (9)  | 95       |
| 2                                                                        | Guisborough Town (9)            | 1 – 1 | Armthorpe Welfare (9)           | 128      |
| đấu lại                                                                  | Armthorpe Welfare (9)           | 2 – 2 | Guisborough Town (9)            | 72       |
| Armthorpe Welfare thắng 3 – 2 trong loạt sút luân lưu.                   |                                 |       |                                 |          |
| 3                                                                        | Seaham Red Star (10)            | 2 – 1 | Liversedge (9)                  | 71       |
| 4                                                                        | Jarrow Roofing BCA (9)          | 4 – 1 | Eccleshill United (10)          | 68       |
| 5                                                                        | Bridlington Town (9)            | 1 – 1 | Whitley Bay (9)                 | 201      |
| đấu lại                                                                  | Whitley Bay (9)                 | 0 – 1 | Bridlington Town (9)            | 323      |
| 6                                                                        | North Shields (9)               | 1 – 0 | Pontefract Collieries (10)      | 230      |
| 7                                                                        | Silsden (9)                     | 0 – 2 | Consett (9)                     | 137      |
| 8                                                                        | Shildon (9)                     | 7 – 0 | Crook Town (9)                  |          |
| 9                                                                        | Billingham Synthonia (9)        | 1 – 2 | Durham City (9)                 | 98       |
| 10                                                                       | Thackley (9)                    | 1 – 2 | Albion Sports (9)               | 287      |
| 11                                                                       | Holker Old Boys (10)            | 2 – 2 | Ashington (9)                   | 95       |
| đấu lại                                                                  | Ashington (9)                   | 3 – 0 | Holker Old Boys (10)            | 212      |
| 12                                                                       | Northallerton Town (10)         | 3 – 0 | Colne (9)                       | 136      |
| 13                                                                       | Hebburn Town (10)               | 2 – 2 | West Allotment Celtic (9)       | 164      |
| đấu lại                                                                  | West Allotment Celtic (9)       | 2 – 0 | Hebburn Town (10)               | 98       |
| 14                                                                       | Glasshoughton Welfare (9)       | 1 – 2 | Knaresborough Town (10)         |          |
| 15                                                                       | Pickering Town (9)              | 0 – 6 | Washington (10)                 | 173      |
| 16                                                                       | Newton Aycliffe (9)             | 1 – 2 | Garforth Town (9)               | 136      |
| 17                                                                       | Bishop Auckland (9)             | 1 – 1 | Sunderland RCA (9)              | 293      |
| đấu lại                                                                  | Sunderland RCA (9)              | 0 – 2 | Bishop Auckland (9)             | 143      |
| 18                                                                       | Nelson (9)                      | 1 – 2 | West Auckland Town (9)          | 168      |
| 19                                                                       | Newcastle Benfield (9)          | 2 – 1 | Penrith (9)                     | 55       |
| 20                                                                       | Marske United (9)               | 7 – 1 | Billingham Town (10)            | 192      |
| 21                                                                       | Tadcaster Albion (9)            | 5 – 0 | Barnoldswick Town (9)           | 107      |
| 22                                                                       | Morpeth Town (9)                | 0 – 2 | Dunston UTS (9)                 | 110      |
| 23                                                                       | Cammell Laird 1907 (10)         | W.O.  | West Didsbury & Chorlton (9)    | N/A      |
| Quyền vào tiếp cho West Didsbury & Chorlton. Cammell Laird 1907 bị loại. |                                 |       |                                 |          |
| 24                                                                       | Nostell Miners Welfare (9)      | 1 – 2 | Stockport Sports (9)            | 45       |
| 25                                                                       | Parkgate (9)                    | 1 – 3 | Congleton Town (9)              | 57       |
| 26                                                                       | 1874 Northwich (9)              | 2 – 1 | Maine Road (9)                  | 363      |
| 27                                                                       | Glossop North End (9)           | 3 – 0 | AFC Blackpool (9)               | 212      |
| 28                                                                       | St Helens Town (9)              | 2 – 5 | Atherton Collieries (10)        | 113      |
| 29                                                                       | Rochdale Town (10)              | 0 – 6 | Runcorn Linnets (9)             | 253      |
| 30                                                                       | Bootle (9)                      | 0 – 1 | Runcorn Town (9)                | 126      |
| 31                                                                       | AFC Liverpool (9)               | 0 – 3 | Squires Gate (9)                | 127      |
| 32                                                                       | Barton Town Old Boys (9)        | 7 – 0 | Abbey Hey (9)                   | 90       |
| 33                                                                       | AFC Emley (10)                  | 2 – 1 | Ashton Athletic (9)             | 165      |
| 34                                                                       | Alsager Town (9)                | 2 – 3 | Winterton Rangers (10)          | 68       |
| 35                                                                       | Wigan Robin Park (10)           | 1 – 2 | Maltby Main (9)                 | 32       |
| 36                                                                       | Winsford United (9)             | 0 – 1 | Athersley Recreation (9)        | 107      |
| 37                                                                       | Rocester (9)                    | 1 – 1 | Stafford Town (10)              | 64       |
| đấu lại                                                                  | Stafford Town (10)              | 2 – 1 | Rocester (9)                    | 87       |
| 38                                                                       | Walsall Wood (9)                | 1 – 0 | Heath Hayes (9)                 | 102      |
| 39                                                                       | Blaby & Whetstone Athletic (10) | 2 – 2 | Harborough Town (9)             | 57       |
| đấu lại                                                                  | Harborough Town (9)             | 1 – 6 | Blaby & Whetstone Athletic (10) | 84       |
| 40                                                                       | Heather St John's (10)          | 0 – 2 | Coventry Sphinx (9)             | 71       |
| 41                                                                       | Kirby Muxloe (9)                | 3 – 0 | Wolverhampton Casuals (10)      | 41       |
| 42                                                                       | Stourport Swifts (9)            | 2 – 0 | Lye Town (9)                    | 117      |
| 43                                                                       | Causeway United (9)             | 4 – 1 | Cradley Town (10)               | 59       |
| 44                                                                       | Bolehall Swifts (10)            | 1 – 2 | Dudley Town (10)                | 62       |
| 45                                                                       | St Andrews (10)                 | 2 – 2 | Tipton Town (9)                 | 104      |
| đấu lại                                                                  | Tipton Town (9)                 | 2 – 1 | St Andrews (10)                 | 75       |
| 46                                                                       | Bromsgrove Sporting (10)        | 2 – 0 | Bewdley Town (10)               | 328      |
| 47                                                                       | Boldmere St. Michaels (9)       | 4 – 3 | Desborough Town (9)             | 90       |
| 48                                                                       | Shawbury United (10)            | 2 – 0 | Continental Star (9)            | 46       |
| 49                                                                       | Ellistown & Ibstock United (10) | 2 – 0 | Studley (10)                    | 60       |
| 50                                                                       | Black Country Rangers (10)      | 1 – 3 | Lichfield City (10)             |          |
| 51                                                                       | AFC Wulfrunians (9)             | 3 – 2 | Alvechurch (9)                  |          |
| 52                                                                       | Coleshill Town (9)              | 10–0  | Nuneaton Griff (10)             | 92       |
| 53                                                                       | Sporting Khalsa (10)            | 0 – 0 | Pegasus Juniors (10)            | 32       |
| đấu lại                                                                  | Pegasus Juniors (10)            | 1 – 2 | Sporting Khalsa (10)            | 49       |
| 54                                                                       | Wellington FC (10)              | 2 – 1 | Ellesmere Rangers (10)          | 55       |
| 55                                                                       | Atherstone Town (10)            | 1 – 1 | Brocton (9)                     |          |
| đấu lại                                                                  | Brocton (9)                     | 2 – 1 | Atherstone Town (10)            | 95       |
| 56                                                                       | Gornal Athletic (10)            | 1 – 2 | Westfields (9)                  | 37       |
| 57                                                                       | Heanor Town (9)                 | 1 – 0 | Long Eaton United (9)           | 368      |
| 58                                                                       | Shirebrook Town (10)            | 2 – 2 | Loughborough University (9)     |          |
| đấu lại                                                                  | Loughborough University (9)     | 2 – 1 | Shirebrook Town (10)            | 46       |
| 59                                                                       | Quorn (9)                       | 3 – 1 | Bottesford Town (10)            |          |
| 60                                                                       | Cleethorpes Town (9)            | 4 – 1 | Borrowash Victoria (10)         | 61       |
| 61                                                                       | Shepshed Dynamo (9)             | 1 – 1 | Dunkirk F.C. (9)                | 119      |
| đấu lại                                                                  | Dunkirk F.C. (9)                | 2 – 2 | Shepshed Dynamo (9)             | 97       |
| Shepshed Dynamo thắng 3 – 0 trong loạt sút luân lưu.                     |                                 |       |                                 |          |
| 62                                                                       | Clipstone (10)                  | 2 – 0 | Harrowby United (9)             | 82       |
| 63                                                                       | Holwell Sports (10)             | 3 – 0 | Graham Street Prims (10)        |          |
| 64                                                                       | Thurnby Nirvana (9)             | 5 – 1 | Lincoln Moorlands Railway (10)  | 45       |
| 65                                                                       | Arnold Town (10)                | 1 – 4 | Basford United (9)              | 110      |
| 66                                                                       | Retford United (9)              | 2 – 2 | Stapenhill (10)                 | 98       |
| đấu lại                                                                  | Stapenhill (10)                 | 1 – 3 | Retford United (9)              | 111      |
| 67                                                                       | Handsworth Parramore (9)        | 5 – 1 | Oadby Town (9)                  | 102      |
| 68                                                                       | Staveley Miners Welfare (9)     | 2 – 0 | Worksop Town (9)                | 371      |
| 69                                                                       | Peterborough Northern Star (9)  | 3 – 0 | Team Bury (10)                  |          |
| 70                                                                       | Mildenhall Town (9)             | 3 – 0 | Gorleston (9)                   | 91       |
| 71                                                                       | Kirkley & Pakefield (9)         | 3 – 0 | Ely City (9)                    | 68       |
| 72                                                                       | Boston Town (9)                 | 1 – 1 | Walsham-le-Willows (9)          |          |
| đấu lại                                                                  | Walsham-le-Willows (9)          | 1 – 3 | Boston Town (9)                 | 86       |
| 73                                                                       | Norwich United (9)              | 1 – 0 | Deeping Rangers (9)             | 76       |
| 74                                                                       | Great Yarmouth Town (10)        | 1 – 0 | Huntingdon Town (9)             |          |
| 75                                                                       | Sleaford Town (9)               | 1 – 3 | Wisbech Town (9)                |          |
| 76                                                                       | Thetford Town (9)               | 1 – 0 | Swaffham Town (10)              | 120      |
| 77                                                                       | Newmarket Town (9)              | 1 – 1 | Fakenham Town (9)               | 87       |
| đấu lại                                                                  | Fakenham Town (9)               | 0 – 1 | Newmarket Town (9)              | 84       |
| 78                                                                       | Yaxley (9)                      | 0 – 3 | Godmanchester Rovers (9)        | 115      |
| 79                                                                       | Diss Town (9)                   | 1 – 5 | Holbeach United (9)             | 108      |
| 80                                                                       | Clapton (9)                     | 1 – 1 | Bowers & Pitsea (9)             |          |
| đấu lại                                                                  | Bowers & Pitsea (9)             | 3 – 3 | Clapton (9)                     | 103      |
| Bowers & Pitsea thắng 4 – 3 trong loạt sút luân lưu.                     |                                 |       |                                 |          |
| 81                                                                       | Colney Heath (9)                | 3 – 2 | Southend Manor (9)              | 96       |
| 82                                                                       | Halstead Town (10)              | 0 – 0 | St. Margaretsbury (9)           | 141      |
| đấu lại                                                                  | St. Margaretsbury (9)2          | 6 – 2 | Halstead Town (10)              | 78       |
| 83                                                                       | Brantham Athletic (9)           | 1 – 1 | Codicote (10)                   |          |
| đấu lại                                                                  | Codicote (10)                   | 5 – 0 | Brantham Athletic (9)           | 42       |
| 84                                                                       | F.C. Romania (9)                | 0 – 0 | Haverhill Rovers (9)            |          |
| đấu lại                                                                  | Haverhill Rovers (9)            | 0 – 3 | F.C. Romania (9)                | 99       |
| 85                                                                       | Stansted (9)                    | 0 – 2 | Ipswich Wanderers (9)           | 137      |
| 86                                                                       | Takeley (9)                     | 2 – 2 | London Tigers (9)               | 133      |
| đấu lại                                                                  | London Tigers (9)               | 4 – 0 | Takeley (9)                     |          |
| 87                                                                       | Whitton United (9)              | 2 – 0 | Eton Manor (9)                  | 56       |
| 88                                                                       | London Colney (9)               | 6 – 0 | Woodbridge Town (10)            |          |
| 89                                                                       | Wivenhoe Town (9)               | 3 – 0 | Enfield 1893 (9)                |          |

| Thứ tự                                                      | Đội nhà (Bốc thăm)             | Tỷ số  | Đội khách (Bốc thăm)           | Khán giả |
| ----------------------------------------------------------- | ------------------------------ | ------ | ------------------------------ | -------- |
| 90                                                          | Sporting Bengal United (9)     | 1 – 2  | Clacton (9)                    | 75       |
| 91                                                          | Waltham Forest (9)             | 1 – 2  | Hoddesdon Town (9)             |          |
| 92                                                          | Ilford (9)                     | 1 – 2  | Saffron Walden Town (10)       | 92       |
| 93                                                          | Tower Hamlets (9)              | 0 – 1  | Felixstowe & Walton United (9) | 85       |
| 94                                                          | Haverhill Borough (10)         | 1 – 0  | Barking (9)                    | 105      |
| 95                                                          | Basildon United (9)            | 3 – 2  | Stanway Rovers (9)             | 61       |
| 96                                                          | Hadleigh United (9)            | 3 – 2  | Sawbridgeworth Town (9)        | 70       |
| 97                                                          | Cockfosters (9)                | 5 – 4  | Hullbridge Sports (9)          |          |
| 98                                                          | Haringey Borough (9)           | 0 – 3  | Hertford Town (9)              |          |
| 99                                                          | Welwyn Garden City (10)        | 1 – 1  | Hadley (9)                     | 103      |
| đấu lại                                                     | Hadley (9)                     | 1 – 2  | Welwyn Garden City (10)        | 105      |
| 100                                                         | Hatfield Town (10)             | 0 – 3  | Baldock Town (10)              | 70       |
| 101                                                         | Northampton Sileby Rangers (9) | 3 – 0  | Hillingdon Borough (9)         | 31       |
| 102                                                         | Tring Athletic (9)             | 3 – 4  | Holmer Green (9)               | 93       |
| 103                                                         | Staines Lammas (10)            | 3 – 2  | Bedfont Sports (9)             | 155      |
| 104                                                         | Harefield United (9)           | 2 – 1  | Crawley Green (10)             | 70       |
| 105                                                         | Cogenhoe United (9)            | 1 – 1  | Wembley (9)                    | 65       |
| đấu lại                                                     | Wembley (9)                    | 1 – 3  | Cogenhoe United (9)            | 54       |
| 106                                                         | Northampton Spencer (10)       | 0 – 2  | AFC Kempston Rovers (9)        | 63       |
| 107                                                         | Ashford Town (9)               | 3 – 1  | Berkhamsted (9)                |          |
| 108                                                         | Wellingborough Town (9)        | 2 – 4  | Bedfont & Feltham (10)         |          |
| 109                                                         | Long Buckby (9)                | 1 – 1  | Hanworth Villa (9)             |          |
| đấu lại                                                     | Hanworth Villa (9)             | 4 – 0  | Long Buckby (9)                |          |
| 110                                                         | AFC Dunstable (9)              | 2 – 0  | Ampthill Town (9)              | 132      |
| 111                                                         | Bedford (10)                   | 2 – 3  | Kings Langley (9)              | 29       |
| 112                                                         | AFC Rushden & Diamonds (9)     | 5 – 1  | Oxhey Jets (9)                 | 495      |
| 113                                                         | Stotfold (9)                   | 1 – 3  | Biggleswade United (9)         | 83       |
| 114                                                         | Leverstock Green (9)           | 2 – 1  | Newport Pagnell Town (9)       | 33       |
| 115                                                         | Hartley Wintney (9)1           | A – A  | Frimley Green (9)              |          |
| đấu lại                                                     | Hartley Wintney (9)            | 2 – 1  | Frimley Green (9)              |          |
| 116                                                         | Kidlington (9)                 | 3 – 0  | Newbury (9)                    | 61       |
| 117                                                         | Cove (9)                       | 0 – 1  | Thame United (9)               |          |
| 118                                                         | Fairford Town (10)             | 1 – 3  | Knaphill (9)                   |          |
| 119                                                         | Brimscombe & Thrupp (9)        | 1 – 2  | Windsor (9)                    | 97       |
| 120                                                         | Ardley United (9)              | 5 – 1  | Ash United (10)                |          |
| 121                                                         | Holyport (9)                   | 2 – 2  | Abingdon United (9)            | 90       |
| đấu lại                                                     | Abingdon United (9)            | 4 – 0  | Holyport (9)                   |          |
| 122                                                         | Slimbridge (9)                 | 1 – 1  | Thatcham Town (9)              | 74       |
| đấu lại                                                     | Thatcham Town (9)              | 1 – 2  | Slimbridge (9)                 | 70       |
| 123                                                         | Reading Town (9)               | 0 – 1  | Shrivenham (9)                 | 46       |
| 124                                                         | Cheltenham Saracens (9)        | 1 – 0  | Camberley Town (9)             | 70       |
| 125                                                         | Flackwell Heath (9)            | 4 – 0  | Bracknell Town (9)             | 77       |
| 126                                                         | Chertsey Town (9)              | 1 – 1  | Milton United (9)              |          |
| đấu lại                                                     | Milton United (9)              | 1 – 1  | Chertsey Town (9)              | 68       |
| Milton United thắng 4 – một trong loạt sút luân lưu.        |                                |        |                                |          |
| 127                                                         | Ascot United (9)               | 1 – 1  | Tadley Calleva (10)            | 90       |
| đấu lại                                                     | Tadley Calleva (10)            | 2 – 4  | Ascot United (9)               | 130      |
| 128                                                         | Badshot Lea (9)                | 3 – 0  | Binfield (9)                   |          |
| 129                                                         | Farnham Town (9)               | 1 – 4  | Highmoor Ibis (9)              |          |
| 130                                                         | Pagham (9)                     | 2 – 0  | Woodstock Sports (9)           |          |
| 131                                                         | Erith Town (9)                 | 1 – 2  | St Francis Rangers (9)         | 58       |
| 132                                                         | Horsham YMCA (9)               | 3 – 2  | Alton Town (10)                | 77       |
| 133                                                         | Sevenoaks Town (9)             | 1 – 2  | East Preston (9)               | 84       |
| 134                                                         | Ringmer (9)                    | 2 – 1  | Corinthian (9)                 | 50       |
| 135                                                         | Guildford City (9)             | 0 – 2  | Ashford United (9)             | 112      |
| 136                                                         | Chichester City (9)            | 2 – 3  | Mole Valley SCR (9)            |          |
| 137                                                         | Deal Town (9)                  | 2 – 2  | Phoenix Sports (9)             | 134      |
| đấu lại                                                     | Phoenix Sports (9)             | 3 – 3  | Deal Town (9)                  | 171      |
| Deal Town thắng 8 – 7 trong loạt sút luân lưu.              |                                |        |                                |          |
| 138                                                         | Molesey (9)                    | 11–0   | Haywards Heath Town (10)       | 57       |
| 139                                                         | Westfield (9)                  | 3 – 2  | Horley Town (9)                | 50       |
| 140                                                         | Dorking Wanderers (9)          | 0 – 0  | Crowborough Athletic (9)       |          |
| đấu lại                                                     | Crowborough Athletic (9)       | 0 – 7  | Dorking Wanderers (9)          | 72       |
| 141                                                         | Colliers Wood United (9)       | 0 – 1  | Lordswood (9)                  | 32       |
| 142                                                         | Holmesdale (9)                 | 4 – 1  | Tunbridge Wells (9)            | 97       |
| 143                                                         | Chessington & Hook United (10) | 1 – 0  | Worthing United (10)           |          |
| 144                                                         | Canterbury City (9)            | 2 – 1  | Lingfield (9)                  |          |
| 145                                                         | Greenwich Borough (9)          | 2 – 1  | Lancing (9)                    | 85       |
| 146                                                         | Arundel (9)                    | 0 – 1  | Croydon (9)                    | 70       |
| 147                                                         | Shoreham (9)                   | 1 – 1  | Crawley Down Gatwick (9)       |          |
| đấu lại                                                     | Crawley Down Gatwick (9)       | 1 – 3  | Shoreham (9)                   | 132      |
| 148                                                         | Epsom Athletic (10)            | 2 – 5  | Littlehampton Town (9)         |          |
| 149                                                         | Eastbourne United (9)          | 5 – 2  | Hailsham Town (9)              |          |
| 150                                                         | Erith & Belvedere (9)          | 2 – 0  | AFC Croydon Athletic (10)      | 158      |
| 151                                                         | Hassocks (9)                   | 1 – 3  | Epsom & Ewell (9)              | 84       |
| 152                                                         | Beckenham Town (9)             | 1 – 3  | Eastbourne Town (9)            | 70       |
| 153                                                         | Selsey (9)                     | 0 – 3  | Fisher (9)                     |          |
| 154                                                         | Cray Valley Paper Mills (9)    | 1 – 3  | Raynes Park Vale (9)           | 106      |
| 155                                                         | Newport (Isle of Wight) (9)    | 2 – 0  | Hamworthy United (9)           |          |
| 156                                                         | Whitchurch United (9)          | 1 – 1  | Hallen (9)                     | 48       |
| đấu lại                                                     | Hallen (9)                     | 2 – 1  | Whitchurch United (9)          | 42       |
| 157                                                         | Winterbourne United (9)        | 3 – 2  | Hythe & Dibden (10)            |          |
| 158                                                         | Bemerton Heath Harlequins (9)  | 1 – 0  | Totton & Eling (9)             | 50       |
| 159                                                         | Bridport (9)                   | 2 – 3  | Highworth Town (9)             |          |
| 160                                                         | Longwell Green Sports (9)      | 1 – 1  | Melksham Town (9)              | 92       |
| đấu lại                                                     | Melksham Town (9)              | 0 – 1  | Longwell Green Sports (9)      | 109      |
| 161                                                         | Bitton (9)                     | 1 – 2  | Blackfield & Langley (9)       | 94       |
| 162                                                         | Pewsey Vale (10)               | 0 – 1  | Sherborne Town (9)             | 78       |
| 163                                                         | Folland Sports (9)             | 4 – 1  | Downton (10)                   | 48       |
| 164                                                         | Alresford Town (9)             | 1 – 1  | Christchurch (9)               | 57       |
| đấu lại                                                     | Christchurch (9)               | 1 – 3  | Alresford Town (9)             | 72       |
| 165                                                         | Bournemouth (9)                | 4 – 2  | Verwood Town (9)               | 55       |
| 166                                                         | AFC Portchester (9)            | 2 – 1  | Fawley (9)                     | 50       |
| 167                                                         | Cadbury Heath (9)              | 3 – 4  | Cribbs (10)                    | 74       |
| 168                                                         | Brockenhurst (9)               | 0 – 3  | Wootton Bassett Town (9)       |          |
| 169                                                         | Bradford Town (9)              | 4 – 3  | Moneyfields (9)                | 60       |
| 170                                                         | Gillingham Town (9)            | 4 – 1  | Almondsbury UWE (10)           | 109      |
| 171                                                         | Corsham Town (10)              | 2 – 3  | Horndean (9)                   | 52       |
| 172                                                         | Petersfield Town (9)           | 2 – 3  | Bristol Manor Farm (9)         | 62       |
| 173                                                         | Romsey Town (10)               | 1 – 3  | Fareham Town (9)               | 201      |
| 174                                                         | Lymington Town (9)             | 2 – 5  | Winchester City (9)            | 59       |
| 175                                                         | Cowes Sports (10)              | 1 – 0  | Team Solent (10)               |          |
| 176                                                         | Hengrove Athletic (10)         | 0 – 1  | Bodmin Town (10)               | 35       |
| 177                                                         | Barnstaple Town (10)           | 0 – 1  | Witheridge (10)                | 192      |
| 178                                                         | Saltash United (10)            | 2 – 1  | Welton Rovers (10)             | 99       |
| 179                                                         | St Austell (10)                | 5 – 0  | Bishop Sutton (9)              | 151      |
| 180                                                         | Willand Rovers (9)             | 3 – 1  | Radstock Town (10)             | 87       |
| 181                                                         | Brislington (9)                | 2 – 2  | Street (9)                     | 48       |
| đấu lại                                                     | Street (9)                     | 1 – 2† | Brislington (9)                | 63       |
| 182                                                         | Shepton Mallet (9)             | W.O.   | Ilfracombe Town (10)           | N/A      |
| Quyền vào tiếp cho Shepton Mallet. Ilfracombe Town rút lui. |                                |        |                                |          |
| 183                                                         | Torpoint Athletic (10)         | 2 – 4  | Odd Down (9)                   | 85       |
| 184                                                         | Plymouth Parkway (10)          | 4 – 1  | Buckland Athletic (9)          |          |

Ghi chú:
- † = Sau hiệp phụ
- 1 Trận đấu bị hủy bỏ sau 45 phút vì hành vi vi phạm với Frimley Green khi đang dẫn 2-1. Trận đấu được đấu lại ngày 30 tháng 8 năm 2014 với việc Hartley Wintney chiến thắng 2-1.
- 2 Trận đấu lại bị hủy bỏ sau 45 phút do bị hư hongr dàn đèn trong lúc Halstead Town đang dẫn 1-0. Trận được được hoàn thành vào ngày 26 tháng 8 năm 2014 với kết quả Halstead Town thắng 6-2.

## Vòng Sơ loại
Các trận đấu của Vòng Sơ loại được dự định diễn ra vào ngày 30 tháng 8 năm 2014, các trận đấu lại không muộn hơn ngày 5 tháng 9. Tổng cộng 320 đội tham gia vòng này, gồm 184 đội chiến thắng từ Vòng Tiền sơ loại và 136 đội mới từ 6 giải đấu ở Cấp độ 8 của bóng đá Anh. Vòng này có 34 đội ở Cấp độ 10 vẫn còn thi đấu, là các đội có cấp độ thấp nhất trong vòng đấu. Kết quả như sau:
| Thứ tự                                                    | Đội nhà (Bốc thăm)              | Tỷ số  | Đội khách (Bốc thăm)           | Khán giả |
| --------------------------------------------------------- | ------------------------------- | ------ | ------------------------------ | -------- |
| 1                                                         | Newcastle Benfield (9)          | 0 – 0  | Kendal Town (8)                | 97       |
| đấu lại                                                   | Kendal Town (8)                 | 0 – 4  | Newcastle Benfield (9)         | 125      |
| 2                                                         | Dunston UTS (9)                 | 3 – 0  | Durham City (9)                | 192      |
| 3                                                         | West Auckland Town (9)          | 1 – 1  | Darlington 1883 (8)            | 1,238    |
| đấu lại                                                   | Darlington 1883 (8)             | 3 – 1  | West Auckland Town (9)         | 932      |
| 4                                                         | Garforth Town (9)               | 1 – 2  | Harrogate Railway Athletic (8) | 120      |
| 5                                                         | Knaresborough Town (10)         | 0 – 1  | West Allotment Celtic (9)      | 268      |
| 6                                                         | Tadcaster Albion (9)            | 0 – 2  | Spennymoor Town (8)            | 237      |
| 7                                                         | Consett (9)                     | 2 – 0  | Whickham (10)                  | 211      |
| 8                                                         | Bishop Auckland (9)             | 4 – 4  | Jarrow Roofing BCA (9)         | 223      |
| đấu lại                                                   | Jarrow Roofing BCA (9)          | 3 – 4† | Bishop Auckland (9)            | 155      |
| 9                                                         | Albion Sports (9)               | 1 – 2  | Ashington (9)                  | 127      |
| 10                                                        | Washington (10)                 | 0 – 7  | Lancaster City (8)             | 103      |
| 11                                                        | Bridlington Town (9)            | 3 – 0  | Northallerton Town (10)        | 203      |
| 12                                                        | Padiham (8)                     | 0 – 1  | Shildon (9)                    | 160      |
| 13                                                        | Armthorpe Welfare (9)           | 1 – 4  | Marske United (9)              | 146      |
| 14                                                        | Clitheroe (8)                   | 3 – 2  | Seaham Red Star (10)           | 176      |
| 15                                                        | Scarborough Athletic (8)        | 1 – 1  | North Shields (9)              | 381      |
| đấu lại                                                   | North Shields (9)               | 4 – 4  | Scarborough Athletic (8)       | 402      |
| Scarborough Athletic thắng 4 – 2 trong loạt sút luân lưu. |                                 |        |                                |          |
| 16                                                        | New Mills (8)                   | 2 – 3  | Squires Gate (9)               | 101      |
| 17                                                        | Stockport Sports (9)            | 1 – 5  | Ossett Town (8)                | 32       |
| 18                                                        | Northwich Victoria (8)          | 4 – 0  | AFC Emley (10)                 | 105      |
| 19                                                        | Winterton Rangers (10)          | 0 – 3  | Ossett Albion (8)              | 73       |
| 20                                                        | Farsley (8)                     | 4 – 1  | Athersley Recreation (9)       | 182      |
| 21                                                        | Stocksbridge Park Steels (8)    | 0 – 2  | Bamber Bridge (8)              | 120      |
| 22                                                        | Warrington Town (8)             | 4 – 1  | Barton Town Old Boys (9)       | 114      |
| 23                                                        | Runcorn Town (9)                | 1 – 1  | Goole (8)                      | 85       |
| đấu lại                                                   | Goole (8)                       | 0 – 1  | Runcorn Town (9)               | 143      |
| 24                                                        | West Didsbury & Chorlton (9)    | 0 – 3  | Brighouse Town (8)             | 87       |
| 25                                                        | Burscough (8)                   | 1 – 1  | Mossley (8)                    | 124      |
| đấu lại                                                   | Mossley (8)                     | 1 – 2† | Burscough (8)                  | 110      |
| 26                                                        | 1874 Northwich (9)              | 3 – 3  | Prescot Cables (8)             | 356      |
| đấu lại                                                   | Prescot Cables (8)              | 2 – 1  | 1874 Northwich (9)             | 291      |
| 27                                                        | Congleton Town (9)              | 0 – 0  | Salford City (8)               | 286      |
| đấu lại                                                   | Salford City (8)                | 6 – 3† | Congleton Town (9)             | 237      |
| 28                                                        | Radcliffe Borough (8)           | 2 – 2  | Atherton Collieries (10)       | 204      |
| đấu lại                                                   | Atherton Collieries (10)        | 2 – 2  | Radcliffe Borough (8)          | 299      |
| Radcliffe Borough thắng 3 – 2 trong loạt sút luân lưu.    |                                 |        |                                |          |
| 29                                                        | Droylsden (8)                   | 4 – 0  | Runcorn Linnets (9)            | 283      |
| 30                                                        | Maltby Main (9)                 | 0 – 7  | Glossop North End (9)          | 89       |
| 31                                                        | Sporting Khalsa (10)            | 0 – 1  | Tipton Town (9)                | 107      |
| 32                                                        | Newcastle Town (8)              | 1 – 1  | Chasetown (8)                  | 132      |
| đấu lại                                                   | Chasetown (8)                   | 2 – 1  | Newcastle Town (8)             | 165      |
| 33                                                        | Walsall Wood (9)                | 0 – 3  | Stafford Rangers (8)           | 277      |
| 34                                                        | AFC Wulfrunians (9)             | 1 – 2  | Boldmere St. Michaels (9)      | 114      |
| 35                                                        | Shawbury United (10)            | 3 – 3  | Tividale (8)                   | 54       |
| đấu lại                                                   | Tividale (8)                    | 5 – 2  | Shawbury United (10)           | 66       |
| 36                                                        | Leek Town (8)                   | 5 – 1  | Lichfield City (10)            | 307      |
| 37                                                        | Sutton Coldfield Town (8)       | 3 – 3  | Brocton (9)                    | 101      |
| đấu lại                                                   | Brocton (9)                     | 0 – 1† | Sutton Coldfield Town (8)      | 152      |
| 38                                                        | Coleshill Town (9)              | 2 – 2  | Bromsgrove Sporting (10)       | 175      |
| đấu lại                                                   | Bromsgrove Sporting (10)        | 2 – 3† | Coleshill Town (9)             | 369      |
| 39                                                        | Dudley Town (10)                | 0 – 6  | Market Drayton Town (8)        | 77       |
| 40                                                        | Stafford Town (10)              | 1 – 4  | Norton United (8)              | 71       |
| 41                                                        | Westfields (9)                  | 0 – 2  | Rugby Town (8)                 | 201      |
| 42                                                        | Coventry Sphinx (9)             | 0 – 0  | Bedworth United (8)            | 334      |
| đấu lại                                                   | Bedworth United (8)             | 3 – 1† | Coventry Sphinx (9)            | 280      |
| 43                                                        | Blaby & Whetstone Athletic (10) | 1 – 0  | Stratford Town (8)             | 93       |
| 44                                                        | Evesham United (8)              | 3 – 1  | Kidsgrove Athletic (8)         | 188      |
| 45                                                        | Wellington FC (10)              | 2 – 3  | Stourport Swifts (9)           | 86       |
| 46                                                        | Romulus (8)                     | 3 – 1  | Causeway United (9)            | 75       |
| 47                                                        | Ellistown & Ibstock United (10) | 1 – 0  | Kirby Muxloe (9)               | 88       |
| 48                                                        | Lincoln United (8)              | 4 – 0  | Brigg Town (8)                 | 101      |
| 49                                                        | Rainworth MW (8)                | 0 – 3  | Staveley Miners Welfare (9)    | 103      |
| 50                                                        | Spalding United (8)             | 1 – 0  | Heanor Town (9)                | 188      |
| 51                                                        | Basford United (9)              | 3 – 3  | Sheffield (8)                  | 143      |
| đấu lại                                                   | Sheffield (8)                   | 2 – 1† | Basford United (9)             | 204      |
| 52                                                        | Mickleover Sports (8)           | 3 – 1  | Thurnby Nirvana (9)            | 115      |
| 53                                                        | Gresley (8)                     | 0 – 0  | Cleethorpes Town (9)           | 253      |
| đấu lại                                                   | Cleethorpes Town (9)            | 5 – 4† | Gresley (8)                    | 193      |
| 54                                                        | Clipstone (10)                  | 2 – 1  | Loughborough University (9)    | 72       |
| 55                                                        | Loughborough Dynamo (8)         | 0 – 2  | Coalville Town (8)             | 188      |
| 56                                                        | Carlton Town (8)                | 2 – 1  | Handsworth Parramore (9)       | 72       |
| 57                                                        | Shepshed Dynamo (9)             | 2 – 0  | Quorn (9)                      | 197      |
| 58                                                        | Retford United (9)              | 1 – 3  | Holwell Sports (10)            | 117      |
| 59                                                        | Dereham Town (8)                | 2 – 2  | St Ives Town (8)               | 203      |
| đấu lại                                                   | St Ives Town (8)                | 3 – 3  | Dereham Town (8)               | 137      |
| Dereham Town thắng 3 – 0 trong loạt sút luân lưu.         |                                 |        |                                |          |
| 60                                                        | Needham Market (8)              | 1 – 0  | Soham Town Rangers (8)         | 229      |
| 61                                                        | Peterborough Northern Star (9)  | 0 – 2  | Mildenhall Town (9)            | 145      |
| 62                                                        | Godmanchester Rovers (9)        | 2 – 3  | Newmarket Town (9)             | 154      |
| 63                                                        | Thetford Town (9)               | 0 – 3  | Norwich United (9)             | 131      |
| 64                                                        | Holbeach United (9)             | 2 – 4  | Boston Town (9)                | 160      |
| 65                                                        | Wisbech Town (9)                | 2 – 1  | Kirkley & Pakefield (9)        | 228      |
| 66                                                        | Wroxham (8)                     | 4 – 1  | Great Yarmouth Town (10)       | 149      |
| 67                                                        | Royston Town (8)                | 2 – 3  | Brightlingsea Regent (8)       | 112      |
| 68                                                        | Cheshunt (8)                    | 0 – 1  | Thurrock (8)                   | 135      |
| 69                                                        | Baldock Town (10)               | 0 – 3  | Harlow Town (8)                | 213      |
| 70                                                        | Barkingside (8)                 | 5 – 0  | Wivenhoe Town (9)              | 45       |
| 71                                                        | Brentwood Town (8)              | 1 – 0  | Potters Bar Town (8)           | 112      |
| 72                                                        | Ware (8)                        | 0 – 3  | Felixstowe & Walton United (9) | 81       |
| 73                                                        | London Tigers (9)               | 2 – 0  | Clacton (9)                    | 27       |
| 74                                                        | Ipswich Wanderers (9)           | 2 – 1  | Hoddesdon Town (9)             | 126      |
| 75                                                        | Burnham Ramblers (8)            | 1 – 3  | Hadleigh United (9)            | 74       |
| 76                                                        | Redbridge (8)                   | 1 – 1  | AFC Sudbury (8)                | 61       |
| đấu lại                                                   | AFC Sudbury (8)                 | 3 – 2  | Redbridge (8)                  | 122      |
| 77                                                        | F.C. Romania (9)                | 2 – 1  | Heybridge Swifts (8)           | 131      |
| 78                                                        | Maldon & Tiptree (8)            | 1 – 2  | London Colney (9)              | 75       |
| 79                                                        | Aveley (8)                      | 2 – 0  | Basildon United (9)            | 67       |
| 80                                                        | Codicote (10)                   | 1 – 1  | Tilbury (8)                    | 42       |

| Thứ tự | Đội nhà (Bốc thăm)             | Tỷ số  | Đội khách (Bốc thăm)           | Khán giả |
| --- | ------------------------------ | ------ | ------------------------------ | -------- |
| đấu lại                                                                                                   | Tilbury (8)                    | 2 – 0  | Codicote (10)                  | 74       |
| 81 | Bowers & Pitsea (9)            | 1 – 0  | Colney Heath (9)               | 83       |
| 82 | Whitton United (9)             | 0 – 2  | Haverhill Borough (10)         | 103      |
| 83 | Waltham Abbey (8)              | 6 – 3  | Cockfosters (9)                | 87       |
| 84 | Hertford Town (9)              | 3 – 2  | Great Wakering Rovers (8)      | 188      |
| 85 | St. Margaretsbury (9)          | 0 – 4  | Romford (8)                    | 76       |
| 86 | Saffron Walden Town (10)       | 1 – 1  | Welwyn Garden City (10)        | 607      |
| đấu lại                                                                                                   | Welwyn Garden City (10)        | 1 – 0† | Saffron Walden Town (10)       | 289      |
| 87 | Harefield United (9)           | 1 – 2  | Leverstock Green (9)           | 80       |
| 88 | AFC Rushden & Diamonds (9)     | 1 – 1  | Bedford Town (8)               | 754      |
| đấu lại                                                                                                   | Bedford Town (8)               | 0 – 3  | AFC Rushden & Diamonds (9)     | 552      |
| 89 | Hanworth Villa (9)             | 1 – 1  | North Greenford United (8)     | 79       |
| đấu lại                                                                                                   | North Greenford United (8)     | 2 – 1  | Hanworth Villa (9)             | 62       |
| 90 | Staines Lammas (10)            | 1 – 8  | Barton Rovers (8)              | 94       |
| 91 | Northwood (8)                  | 1 – 1  | Kings Langley (9)              | 94       |
| đấu lại                                                                                                   | Kings Langley (9)              | 1 – 3† | Northwood (8)                  | 120      |
| 92 | Aylesbury United (8)           | 2 – 3  | Aylesbury (8)                  | 268      |
| 93 | AFC Kempston Rovers (9)        | 4 – 0  | Northampton Sileby Rangers (9) | 82       |
| Tie awarded to Northampton Sileby Rangers. AFC Kempston Rovers removed for fielding an ineligible player. |                                |        |                                |          |
| 94 | Cogenhoe United (9)            | 1 – 4  | Kettering Town (8)             | 397      |
| 95 | Bedfont & Feltham (10)         | 3 – 2  | Leighton Town (8)              | 76       |
| 96 | AFC Hayes (8)                  | 1 – 1  | Holmer Green (9)               | 82       |
| đấu lại                                                                                                   | Holmer Green (9)               | 0 – 4  | AFC Hayes (8)                  | 144      |
| 97 | AFC Dunstable (9)              | 2 – 3  | Uxbridge (8)                   | 99       |
| 98 | Hanwell Town (8)               | 1 – 2  | Biggleswade United (9)         | 135      |
| 99 | Ashford Town (9)               | 1 – 1  | Daventry Town (8)              | 100      |
| đấu lại                                                                                                   | Daventry Town (8)              | 2 – 1  | Ashford Town (9)               | 128      |
| 100 | Knaphill (9)                   | 2 – 1  | Badshot Lea (9)                | 70       |
| 101 | Milton United (9)              | 2 – 1  | Marlow (8)                     | 82       |
| 102 | Shrivenham (9)                 | 1 – 6  | Shortwood United (8)           | 143      |
| 103 | Thame United (9)               | 3 – 2  | Highmoor Ibis (9)              | 78       |
| 104 | North Leigh (8)                | 1 – 2  | Flackwell Heath (9)            | 83       |
| 105 | Beaconsfield SYCOB (8)         | 5 – 1  | Didcot Town (8)                | 148      |
| 106 | Ardley United (9)              | 1 – 1  | Hartley Wintney (9)            |          |
| đấu lại                                                                                                   | Hartley Wintney (9)            | 0 – 0  | Ardley United (9)              |          |
| Ardley United thắng 5 – 4 trong loạt sút luân lưu.                                                        |                                |        |                                |          |
| 107 | Windsor (9)                    | 0 – 2  | Godalming Town (8)             | 239      |
| 108 | Slimbridge (9)                 | 0 – 1  | Chalfont St Peter (8)          | 61       |
| 109 | Wantage Town (8)               | 3 – 2  | Kidlington (9)                 | 170      |
| 110 | Cheltenham Saracens (9)        | 1 – 3  | Fleet Town (8)                 | 61       |
| 111 | Bishop's Cleeve (8)            | 1 – 0  | Ascot United (9)               | 92       |
| 112 | Abingdon United (9)            | 1 – 0  | Egham Town (8)                 | 112      |
| 113 | Chatham Town (8)               | 1 – 2  | Whyteleafe (8)                 | 137      |
| 114 | Greenwich Borough (9)          | 5 – 2  | St Francis Rangers (9)         | 147      |
| 115 | Lordswood (9)                  | 2 – 2  | Hythe Town (8)                 | 107      |
| đấu lại                                                                                                   | Hythe Town (8)                 | 2 – 0  | Lordswood (9)                  | 194      |
| 116 | Faversham Town (8)             | 2 – 1  | Westfield (9)                  | 139      |
| 117 | Worthing (8)                   | 2 – 0  | Guernsey (8)                   | 248      |
| 118 | Cray Wanderers (8)             | 3 – 1  | Molesey (9)                    | 87       |
| 119 | East Preston (9)               | 2 – 1  | Holmesdale (9)                 | 75       |
| 120 | Burgess Hill Town (8)          | 1 – 0  | Eastbourne Town (9)            | 204      |
| 121 | Ashford United (9)             | 0 – 1  | Chipstead (8)                  | 219      |
| 122 | Redhill (8)                    | 0 – 0  | Horsham YMCA (9)               | 97       |
| đấu lại                                                                                                   | Horsham YMCA (9)               | 0 – 2  | Redhill (8)                    | 99       |
| 123 | Epsom & Ewell (9)              | 1 – 1  | Croydon (9)                    | 82       |
| đấu lại                                                                                                   | Croydon (9)                    | 4 – 1  | Epsom & Ewell (9)              | 101      |
| 124 | Mole Valley SCR (9)            | 1 – 5  | Carshalton Athletic (8)        | 83       |
| 125 | Sittingbourne (8)              | 0 – 3  | Dorking Wanderers (9)          | 112      |
| 126 | Walton & Hersham (8)           | 1 – 2  | Herne Bay (8)                  | 80       |
| 127 | Littlehampton Town (9)         | 4 – 2  | Shoreham (9)                   | 193      |
| 128 | Eastbourne United (9)          | 2 – 3  | Hastings United (8)            | 258      |
| 129 | Deal Town (9)                  | 1 – 1  | Chessington & Hook United (10) | 105      |
| đấu lại                                                                                                   | Chessington & Hook United (10) | 2 – 1  | Deal Town (9)                  | 183      |
| 130 | Walton Casuals (8)             | 1 – 1  | Whitstable Town (8)            | 103      |
| đấu lại                                                                                                   | Whitstable Town (8)            | 3 – 1  | Walton Casuals (8)             | 157      |
| 131 | Tooting & Mitcham United (8)   | 0 – 0  | Three Bridges (8)              | 209      |
| đấu lại                                                                                                   | Three Bridges (8)              | 1 – 4  | Tooting & Mitcham United (8)   | 114      |
| 132 | Erith & Belvedere (9)          | 2 – 2  | Folkestone Invicta (8)         | 183      |
| đấu lại                                                                                                   | Folkestone Invicta (8)         | 3 – 1† | Erith & Belvedere (9)          | 194      |
| 133 | Fisher (9)                     | 2 – 4  | Ramsgate (8)                   | 136      |
| 134 | East Grinstead Town (8)        | 2 – 2  | Raynes Park Vale (9)           | 111      |
| đấu lại                                                                                                   | Raynes Park Vale (9)           | 2 – 1† | East Grinstead Town (8)        | 85       |
| 135 | South Park (8)                 | 2 – 1  | Thamesmead Town (8)            | 104      |
| 136 | Ringmer (9)                    | 0 – 4  | Merstham (8)                   | 65       |
| 137 | Canterbury City (9)            | 0 – 2  | Pagham (9)                     |          |
| 138 | Horsham (8)                    | 1 – 0  | Corinthian-Casuals (8)         | 224      |
| 139 | Bashley (8)                    | 0 – 2  | Winchester City (9)            | 160      |
| 140 | Alresford Town (9)             | 2 – 2  | Sherborne Town (9)             | 80       |
| đấu lại                                                                                                   | Sherborne Town (9)             | 4 – 0  | Alresford Town (9)             | 110      |
| 141 | Cowes Sports (10)              | 0 – 1  | Yate Town (8)                  | 116      |
| 142 | Fareham Town (9)               | 0 – 3  | Longwell Green Sports (9)      |          |
| 143 | Cinderford Town (8)            | 1 – 2  | Horndean (9)                   |          |
| 144 | Swindon Supermarine (8)        | 1 – 0  | Hallen (9)                     | 92       |
| 145 | Bradford Town (9)              | 2 – 1  | Wootton Bassett Town (9)       | 107      |
| 146 | AFC Totton (8)                 | 2 – 0  | Gillingham Town (9)            | 280      |
| 147 | Sholing (8)                    | 3 – 1  | Bristol Manor Farm (9)         | 128      |
| 148 | Newport (Isle of Wight) (9)    | 5 – 2  | Winterbourne United (9)        | 187      |
| 149 | Bemerton Heath Harlequins (9)  | 0 – 0  | Bournemouth (9)                | 61       |
| đấu lại                                                                                                   | Bournemouth (9)                | 2 – 3  | Bemerton Heath Harlequins (9)  | 64       |
| 150 | Mangotsfield United (8)        | 4 – 1  | Cribbs (10)                    | 160      |
| 151 | Blackfield & Langley (9)       | 4 – 0  | Highworth Town (9)             | 62       |
| 152 | AFC Portchester (9)            | 1 – 4  | Folland Sports (9)             |          |
| 153 | Taunton Town (8)               | 4 – 1  | Clevedon Town (8)              | 231      |
| 154 | Merthyr Town (8)               | 0 – 1  | Larkhall Athletic (8)          | 351      |
| 155 | Bodmin Town (10)               | 4 – 1  | Witheridge (10)                | 101      |
| 156 | Tiverton Town (8)              | 1 – 0  | Plymouth Parkway (10)          | 222      |
| 157 | Odd Down (9)                   | 0 – 2  | Willand Rovers (9)             | 55       |
| 158 | Wimborne Town (8)              | 3 – 2  | St Austell (10)                | 194      |
| 159 | Shepton Mallet (9)             | 0 – 0  | Saltash United (10)            | 99       |
| đấu lại                                                                                                   | Saltash United (10)            | 1 – 0  | Shepton Mallet (9)             | 116      |
| 160 | Bridgwater Town (8)            | 1 – 0  | Brislington (9)                | 153      |

Ghi chú:
- † = Sau hiệp phụ

## Vòng loại 1
Các trận đấu của Vòng loại 1 dự định diễn ra vào ngày 13 tháng 9 năm 2015, các trận đấu lại không được muộn hơn ngày 18 tháng 9. Có tổng cộng 232 đội tham gia vòng này, gồm 160 đội thắng từ Vòng Sơ loại và 72 đội từ 3 giải đấu nằm ở Cấp độ 7 của bóng đá Anh. Vòng này có 10 đội ở Cấp độ 10 vẫn còn thi đấu, là các đội có cấp độ thấp nhất trong vòng đấu. Kết quả như sau:
| Thứ tự                                                    | Đội nhà (Bốc thăm)              | Tỷ số  | Đội khách (Bốc thăm)        | Khán giả |
| --------------------------------------------------------- | ------------------------------- | ------ | --------------------------- | -------- |
| 1                                                         | Marske United (9)               | 2 – 2  | Dunston UTS (9)             | 281      |
| đấu lại                                                   | Dunston UTS (9)                 | 2 – 0  | Marske United (9)           | 368      |
| 2                                                         | West Allotment Celtic (9)       | 0 – 5  | Lancaster City (8)          | 141      |
| 3                                                         | Darlington 1883 (8)             | 0 – 0  | Blyth Spartans (7)          | 1,051    |
| đấu lại                                                   | Blyth Spartans (7)              | 3 – 0  | Darlington 1883 (8)         | 652      |
| 4                                                         | Newcastle Benfield (9)          | 3 – 1  | Bridlington Town (9)        | 125      |
| 5                                                         | Ashington (9)                   | 2 – 2  | Scarborough Athletic (8)    | 498      |
| đấu lại                                                   | Scarborough Athletic (8)        | 1 – 0  | Ashington (9)               | 256      |
| 6                                                         | Shildon (9)                     | 1 – 1  | Whitby Town (7)             | 290      |
| đấu lại                                                   | Whitby Town (7)                 | 1 – 2  | Shildon (9)                 | 266      |
| 7                                                         | Workington (7)                  | 2 – 0  | Consett (9)                 | 385      |
| 8                                                         | Harrogate Railway Athletic (8)  | 3 – 1  | Clitheroe (8)               | 116      |
| 9                                                         | Bishop Auckland (9)             | 2 – 3  | Spennymoor Town (8)         | 643      |
| 10                                                        | Ossett Albion (8)               | 0 – 4  | Droylsden (8)               | 116      |
| 11                                                        | Salford City (8)                | 2 – 0  | Nantwich Town (7)           | 369      |
| 12                                                        | Brighouse Town (8)              | 1 – 2  | Ashton United (7)           | 186      |
| 13                                                        | Northwich Victoria (8)          | 0 – 0  | Glossop North End (9)       | 142      |
| đấu lại                                                   | Glossop North End (9)           | 2 – 2  | Northwich Victoria (8)      | 250      |
| Glossop North End thắng 4 – 2 trong loạt sút luân lưu.    |                                 |        |                             |          |
| 14                                                        | FC United Of Manchester (7)     | 4 – 1  | Prescot Cables (8)          | 1,001    |
| 15                                                        | Buxton (7)                      | 3 – 2  | Ramsbottom United (7)       | 261      |
| 16                                                        | Bamber Bridge (8)               | 2 – 2  | Squires Gate (9)            | 264      |
| đấu lại                                                   | Squires Gate (9)                | 2 – 3† | Bamber Bridge (8)           | 155      |
| 17                                                        | Farsley (8)                     | 2 – 1  | Frickley Athletic (7)       | 178      |
| 18                                                        | Runcorn Town (9)                | 5 – 3  | Witton Albion (7)           | 230      |
| 19                                                        | Marine (7)                      | 2 – 1  | Ossett Town (8)             | 206      |
| 20                                                        | Burscough (8)                   | 0 – 1  | Curzon Ashton (7)           | 122      |
| 21                                                        | Skelmersdale United (7)         | 4 – 3  | Radcliffe Borough (8)       | 194      |
| 22                                                        | Warrington Town (8)             | 1 – 0  | Trafford (7)                | 127      |
| 23                                                        | Rugby Town (8)                  | 1 – 1  | Chasetown (8)               | 256      |
| đấu lại                                                   | Chasetown (8)                   | 1 – 3  | Rugby Town (8)              | 213      |
| 24                                                        | Evesham United (8)              | 0 – 0  | Redditch United (7)         | 309      |
| đấu lại                                                   | Redditch United (7)             | 0 – 1  | Evesham United (8)          | 279      |
| 25                                                        | Market Drayton Town (8)         | 1 – 3  | Stourbridge (7)             | 211      |
| 26                                                        | Boldmere St. Michaels (9)       | 0 – 3  | Bedworth United (8)         | 221      |
| 27                                                        | Halesowen Town (7)              | 3 – 0  | Sutton Coldfield Town (8)   | 321      |
| 28                                                        | Coleshill Town (9)              | 1 – 2  | Barwell (7)                 | 211      |
| 29                                                        | Blaby & Whetstone Athletic (10) | 4 – 1  | Tipton Town (9)             | 87       |
| 30                                                        | Rushall Olympic (7)             | 3 – 2  | Romulus (8)                 | 137      |
| 31                                                        | Ellistown & Ibstock United (10) | 3 – 2  | Hereford United (7)         | 200      |
| 32                                                        | Stafford Rangers (8)            | 0 – 0  | Tividale (8)                | 437      |
| đấu lại                                                   | Tividale (8)                    | 4 – 0  | Stafford Rangers (8)        | 227      |
| 33                                                        | Corby Town (7)                  | 3 – 3  | Norton United (8)           | 332      |
| đấu lại                                                   | Norton United (8)               | 2 – 1  | Corby Town (7)              | 123      |
| 34                                                        | Leek Town (8)                   | 2 – 1  | Stourport Swifts (9)        | 205      |
| 35                                                        | Lincoln United (8)              | 2 – 3  | Stamford (7)                | 151      |
| 36                                                        | Mickleover Sports (8)           | 3 – 0  | Staveley Miners Welfare (9) | 138      |
| 37                                                        | Matlock Town (7)                | 1 – 2  | Ilkeston (7)                | 417      |
| 38                                                        | Sheffield (8)                   | 3 – 2  | Shepshed Dynamo (9)         | 238      |
| 39                                                        | Spalding United (8)             | 4 – 0  | Holwell Sports (10)         | 176      |
| 40                                                        | Belper Town (7)                 | 3 – 3  | Coalville Town (8)          | 223      |
| đấu lại                                                   | Coalville Town (8)              | 2 – 0  | Belper Town (7)             | 182      |
| 41                                                        | Cleethorpes Town (9)            | 3 – 2  | Carlton Town (8)            | 122      |
| 42                                                        | Grantham Town (7)               | 4 – 1  | Clipstone (10)              | 226      |
| 43                                                        | Mildenhall Town (9)             | 1 – 3  | Wroxham (8)                 | 138      |
| 44                                                        | St Neots Town (7)               | 1 – 1  | Dereham Town (8)            | 312      |
| đấu lại                                                   | Dereham Town (8)                | 1 – 1  | St Neots Town (7)           | 267      |
| Dereham Town thắng 4 – 2 trong loạt sút luân lưu.         |                                 |        |                             |          |
| 45                                                        | Newmarket Town (9)              | 0 – 3  | Histon (7)                  | 263      |
| 46                                                        | King's Lynn Town (7)            | 7 – 0  | Boston Town (9)             | 548      |
| 47                                                        | Cambridge City (7)              | 2 – 4  | Needham Market (8)          | 245      |
| 48                                                        | Norwich United (9)              | 1 – 0  | Wisbech Town (9)            | 172      |
| 49                                                        | Romford (8)                     | 1 – 0  | Bury Town (7)               | 153      |
| 50                                                        | Billericay Town (7)             | 4 – 0  | Hadleigh United (9)         | 243      |
| 51                                                        | Hertford Town (9)               | 1 – 4  | Canvey Island (7)           | 235      |
| 52                                                        | Haverhill Borough (10)          | 0 – 2  | Leiston (7)                 | 158      |
| 53                                                        | Tilbury (8)                     | 0 – 4  | Aveley (8)                  | 107      |
| 54                                                        | AFC Hornchurch (7)              | 1 – 1  | East Thurrock United (7)    | 221      |
| đấu lại                                                   | East Thurrock United (7)        | 2 – 2  | AFC Hornchurch (7)          | 204      |
| East Thurrock United thắng 4 – 3 trong loạt sút luân lưu. |                                 |        |                             |          |
| 55                                                        | London Tigers (9)               | 1 – 0  | Brightlingsea Regent (8)    | 58       |
| 56                                                        | Waltham Abbey (8)               | 3 – 1  | Barkingside (8)             | 68       |
| 57                                                        | AFC Sudbury (8)                 | 1 – 3  | F.C. Romania (9)            | 290      |

| Thứ tự  | Đội nhà (Bốc thăm)             | Tỷ số  | Đội khách (Bốc thăm)           | Khán giả |
| ------- | ------------------------------ | ------ | ------------------------------ | -------- |
| 58      | Bowers & Pitsea (9)            | 0 – 4  | Witham Town (7)                | 113      |
| 59      | Brentwood Town (8)             | 1 – 0  | London Colney (9)              | 123      |
| 60      | Wingate & Finchley (7)         | 2 – 2  | Ipswich Wanderers (9)          | 124      |
| đấu lại | Ipswich Wanderers (9)          | 3 – 4  | Wingate & Finchley (7)         | 189      |
| 61      | Thurrock (8)                   | 2 – 0  | Welwyn Garden City (10)        | 148      |
| 62      | Grays Athletic (7)             | 2 – 2  | Harlow Town (8)                | 184      |
| đấu lại | Harlow Town (8)                | 2 – 4  | Grays Athletic (7)             | 248      |
| 63      | Enfield Town (7)               | 5 – 0  | Felixstowe & Walton United (9) | 286      |
| 64      | Barton Rovers (8)              | 1 – 1  | Northwood (8)                  | 111      |
| đấu lại | Northwood (8)                  | 2 – 3  | Barton Rovers (8)              | 113      |
| 65      | Aylesbury (8)                  | 1 – 2  | Kettering Town (8)             | 342      |
| 66      | Bedfont & Feltham (10)         | 0 – 6  | Uxbridge (8)                   | 96       |
| 67      | Biggleswade United (9)         | 1 – 2  | Leverstock Green (9)           | 68       |
| 68      | AFC Hayes (8)                  | 2 – 3  | Harrow Borough (7)             | 87       |
| 69      | Hitchin Town (7)               | 2 – 1  | Daventry Town (8)              | 222      |
| 70      | Northampton Sileby Rangers (9) | 1 – 3  | North Greenford United (8)     | 51       |
| 71      | Biggleswade Town (7)           | 2 – 1  | Arlesey Town (7)               | 158      |
| 72      | Dunstable Town (7)             | 2 – 2  | Chesham United (7)             | 159      |
| đấu lại | Chesham United (7)             | 1 – 2  | Dunstable Town (7)             | 208      |
| 73      | Hendon (7)                     | 1 – 0  | AFC Rushden & Diamonds (9)     | 424      |
| 74      | Abingdon United (9)            | 3 – 0  | Milton United (9)              | 193      |
| 75      | Flackwell Heath (9)            | 3 – 3  | Wantage Town (8)               | 129      |
| đấu lại | Wantage Town (8)               | 1 – 2† | Flackwell Heath (9)            | 67       |
| 76      | Shortwood United (8)           | 1 – 1  | Cirencester Town (7)           | 150      |
| đấu lại | Cirencester Town (7)           | 0 – 1† | Shortwood United (8)           | 148      |
| 77      | Knaphill (9)                   | 1 – 2  | Fleet Town (8)                 | 129      |
| 78      | Chalfont St Peter (8)          | 2 – 1  | Hungerford Town (7)            | 95       |
| 79      | Bishop's Cleeve (8)            | 0 – 1  | Banbury United (7)             | 181      |
| 80      | Slough Town (7)                | 1 – 2  | Ardley United (9)              | 230      |
| 81      | Thame United (9)               | 1 – 2  | Burnham (7)                    | 143      |
| 82      | Godalming Town (8)             | 0 – 0  | Beaconsfield SYCOB (8)         | 148      |
| đấu lại | Beaconsfield SYCOB (8)         | 2 – 1  | Godalming Town (8)             | 107      |
| 83      | Leatherhead (7)                | 1 – 2  | Faversham Town (8)             | 207      |
| 84      | Hythe Town (8)                 | 4 – 0  | Whitstable Town (8)            | 248      |
| 85      | Ramsgate (8)                   | 1 – 2  | Raynes Park Vale (9)           | 158      |
| 86      | Horsham (8)                    | 0 – 4  | Kingstonian (7)                | 304      |
| 87      | Peacehaven & Telscombe (7)     | 0 – 0  | East Preston (9)               | 141      |
| đấu lại | East Preston (9)               | 2 – 0  | Peacehaven & Telscombe (7)     | 102      |
| 88      | Redhill (8)                    | 1 – 0  | Carshalton Athletic (8)        | 100      |
| 89      | Dorking Wanderers (9)          | 4 – 2  | Pagham (9)                     | 68       |
| 90      | South Park (8)                 | 2 – 2  | Metropolitan Police (7)        | 102      |
| đấu lại | Metropolitan Police (7)        | 3 – 0  | South Park (8)                 | 70       |
| 91      | Dulwich Hamlet (7)             | 0 – 3  | Worthing (8)                   | 489      |
| 92      | Whyteleafe (8)                 | 1 – 2  | Hastings United (8)            | 164      |
| 93      | Folkestone Invicta (8)         | 0 – 0  | Margate (7)                    | 565      |
| đấu lại | Margate (7)                    | 3 – 1  | Folkestone Invicta (8)         | 572      |
| 94      | Tonbridge Angels (7)           | 6 – 0  | Herne Bay (8)                  | 376      |
| 95      | Croydon (9)                    | 2 – 3  | Burgess Hill Town (8)          | 105      |
| 96      | Greenwich Borough (9)          | 1 – 0  | Chessington & Hook United (10) | 119      |
| 97      | Cray Wanderers (8)             | 1 – 2  | Tooting & Mitcham United (8)   | 155      |
| 98      | Merstham (8)                   | 2 – 2  | Chipstead (8)                  | 146      |
| đấu lại | Chipstead (8)                  | 3 – 4† | Merstham (8)                   | 131      |
| 99      | Maidstone United (7)           | 10 – 0 | Littlehampton Town (9)         | 1,373    |
| 100     | VCD Athletic (7)               | 3 – 2  | Hampton & Richmond Borough (7) | 97       |
| 101     | Bognor Regis Town (7)          | 0 – 0  | Lewes (7)                      | 371      |
| đấu lại | Lewes (7)                      | 1 – 0  | Bognor Regis Town (7)          | 405      |
| 102     | Blackfield & Langley (9)       | 3 – 2  | Sherborne Town (9)             | 53       |
| 103     | Horndean (9)                   | 0 – 1  | Newport (Isle of Wight) (9)    |          |
| 104     | Yate Town (8)                  | 1 – 2  | Dorchester Town (7)            | 189      |
| 105     | Winchester City (9)            | 3 – 0  | Bemerton Heath Harlequins (9)  | 150      |
| 106     | Sholing (8)                    | 0 – 1  | Chippenham Town (7)            | 132      |
| 107     | Mangotsfield United (8)        | 0 – 3  | Weymouth (7)                   | 297      |
| 108     | Poole Town (7)                 | 4 – 0  | Bradford Town (9)              | 359      |
| 109     | Longwell Green Sports (9)      | 0 – 1  | Folland Sports (9)             | 109      |
| 110     | AFC Totton (8)                 | 0 – 2  | Swindon Supermarine (8)        | 254      |
| 111     | Bodmin Town (10)               | 3–3    | Bridgwater Town (8)            | 116      |
| đấu lại | Bridgwater Town (8)            | 2 – 1  | Bodmin Town (10)               | 189      |
| 112     | Paulton Rovers (7)             | 3 – 1  | Taunton Town (8)               | 168      |
| 113     | Tiverton Town (8)              | 0 – 0  | Bideford (7)                   | 356      |
| đấu lại | Bideford (7)                   | 1 – 0  | Tiverton Town (8)              | 330      |
| 114     | Frome Town (7)                 | 2 – 0  | Wimborne Town (8)              | 153      |
| 115     | Truro City (7)                 | 0 – 2  | Larkhall Athletic (8)          | 414      |
| 116     | Willand Rovers (9)             | 2 – 1  | Saltash United (10)            | 84       |

## Vòng loại 2
Các trận đấu ở Vòng loại 2 dự định diễn ra vào ngày 27 tháng 9 năm 2014, các trận đấu lại không diễn ra muộn hơn ngày 2 tháng 10. Có tổng cộng 160 đội tham gia vòng này, gồm 116 đội chiến thắng từ Vòng loại 1 và 44 đội mới từ 2 giải đấu nằm ở Cấp độ 6 của bóng đá Anh. Vòng này có 2 đội Cấp độ 10 vẫn còn thi đấu là Ellistown & Ibstock United và Blaby & Whetstone Athletic, là các đội có cấp độ thấp nhất trong vòng đấu. Kết quả như sau:
| Thứ tự  | Đội nhà (Bốc thăm)              | Tỷ số  | Đội khách (Bốc thăm)            | Khán giả |
| ------- | ------------------------------- | ------ | ------------------------------- | -------- |
| 1       | Bradford Park Avenue (6)        | 2 – 2  | AFC Fylde (6)                   | 254      |
| đấu lại | AFC Fylde (6)                   | 2 – 1† | Bradford Park Avenue (6)        | 287      |
| 2       | Curzon Ashton (7)               | 1 – 0  | Scarborough Athletic (8)        | 236      |
| 3       | Droylsden (8)                   | 0 – 1  | Guiseley (6)                    | 238      |
| 4       | Barrow (6)                      | 0 – 1  | Runcorn Town (9)                | 1,370    |
| 5       | Workington (7)                  | 0 – 1  | Bamber Bridge (8)               | 430      |
| 6       | Harrogate Town (6)              | 1 – 2  | Stockport County (6)            | 604      |
| 7       | Warrington Town (8)             | 0 – 0  | Sheffield (8)                   | 190      |
| đấu lại | Sheffield (8)                   | 1 – 3  | Warrington Town (8)             | 176      |
| 8       | Shildon (9)                     | 1 – 0  | Stalybridge Celtic (6)          | 340      |
| 9       | Colwyn Bay (6)                  | 3 – 2  | Harrogate Railway Athletic (8)  | 223      |
| 10      | Buxton (7)                      | 2 – 0  | Newcastle Benfield (9)          | 301      |
| 11      | Hyde (6)                        | 4 – 5  | Marine (7)                      | 313      |
| 12      | Skelmersdale United (7)         | 1 – 4  | Blyth Spartans (7)              | 250      |
| 13      | Gainsborough Trinity (6)        | 4 – 1  | Farsley (8)                     | 343      |
| 14      | Ashton United (7)               | 1 – 1  | Salford City (8)                | 234      |
| đấu lại | Salford City (8)                | 0 – 1  | Ashton United (7)               | 433      |
| 15      | Chorley (6)                     | 1 – 0  | Glossop North End (9)           | 675      |
| 16      | FC United Of Manchester (7)     | 0 – 1  | Lancaster City (8)              | 1,033    |
| 17      | Cleethorpes Town (9)            | 1 – 2  | North Ferriby United (6)        | 321      |
| 18      | Dunston UTS (9)                 | 1 – 4  | Spennymoor Town (8)             | 538      |
| 19      | Norton United (8)               | 2 – 1  | Spalding United (8)             | 125      |
| 20      | Bedworth United (8)             | 1 – 1  | Mickleover Sports (8)           | 185      |
| đấu lại | Mickleover Sports (8)           | 3 – 0  | Bedworth United (8)             | 134      |
| 21      | Worcester City (6)              | 3 – 1  | Rugby Town (8)                  | 570      |
| 22      | Ellistown & Ibstock United (10) | 1 – 7  | Halesowen Town (7)              | 180      |
| 23      | Histon (7)                      | 0 – 0  | Evesham United (8)              | 227      |
| đấu lại | Evesham United (8)              | 3 – 1  | Histon (7)                      | 267      |
| 24      | Boston United (6)               | 3 – 1  | Dereham Town (8)                | 836      |
| 25      | Barwell (7)                     | 0 – 0  | Norwich United (9)              | 118      |
| đấu lại | Norwich United (9)              | 0 – 2  | Barwell (7)                     | 105      |
| 26      | Ilkeston (7)                    | 1 – 0  | Solihull Moors (6)              | 310      |
| 27      | Blaby & Whetstone Athletic (10) | 1 – 1  | Stourbridge (7)                 | 173      |
| đấu lại | Stourbridge (7)                 | 4 – 1  | Blaby & Whetstone Athletic (10) | 293      |
| 28      | Leamington (6)                  | 4 – 1  | Wroxham (8)                     | 371      |
| 29      | Coalville Town (8)              | 0 – 0  | Lowestoft Town (6)              | 165      |
| đấu lại | Lowestoft Town (6)              | 5 – 0  | Coalville Town (8)              | 397      |
| 30      | Tamworth (6)                    | 2 – 1  | Rushall Olympic (7)             | 587      |
| 31      | Stamford (7)                    | 1 – 2  | Grantham Town (7)               | 381      |
| 32      | King's Lynn Town (7)            | 1 – 0  | Hednesford Town (6)             | 556      |
| 33      | Tividale (8)                    | 2 – 2  | Leek Town (8)                   | 278      |
| đấu lại | Leek Town (8)                   | 1 – 0  | Tividale (8)                    | 307      |
| 34      | Redhill (8)                     | 2 – 1  | Tonbridge Angels (7)            | 321      |
| 35      | VCD Athletic (7)                | 0 – 4  | Harrow Borough (7)              | 105      |
| 36      | Ebbsfleet United (6)            | 7 – 1  | Hythe Town (8)                  | 738      |
| 37      | Needham Market (8)              | 5 – 2  | London Tigers (9)               | 248      |
| 38      | Hendon (7)                      | 4 – 1  | Leiston (7)                     | 195      |
| 39      | Hemel Hempstead Town (6)        | 2 – 0  | Dunstable Town (7)              | 544      |
| 40      | Hitchin Town (7)                | 0 – 3  | Wingate & Finchley (7)          | 261      |

| Thứ tự                                                      | Đội nhà (Bốc thăm)           | Tỷ số  | Đội khách (Bốc thăm)         | Khán giả |
| ----------------------------------------------------------- | ---------------------------- | ------ | ---------------------------- | -------- |
| 41                                                          | Chelmsford City (6)          | 6 – 0  | Worthing (8)                 | 547      |
| 42                                                          | Dorking Wanderers (9)        | 2 – 2  | Biggleswade Town (7)         | 151      |
| đấu lại                                                     | Biggleswade Town (7)         | 1 – 0  | Dorking Wanderers (9)        | 160      |
| 43                                                          | Staines Town (6)             | 5 – 0  | Leverstock Green (9)         | 241      |
| 44                                                          | Bromley (6)                  | 5 – 1  | Uxbridge (8)                 | 530      |
| 45                                                          | Maidstone United (7)         | 2 – 1  | Brentwood Town (8)           | 1,464    |
| 46                                                          | Bishop's Stortford (6)       | 0 – 0  | Tooting & Mitcham United (8) | 322      |
| đấu lại                                                     | Tooting & Mitcham United (8) | 3 – 1  | Bishop's Stortford (6)       | 253      |
| 47                                                          | Eastbourne Borough (6)       | 1 – 1  | Enfield Town (7)             | 522      |
| đấu lại                                                     | Enfield Town (7)             | 4 – 4  | Eastbourne Borough (6)       | 357      |
| Eastbourne Borough thắng 4 – 3 trong loạt sút luân lưu.     |                              |        |                              |          |
| 48                                                          | Hayes & Yeading United (6)   | 0 – 1  | St Albans City (6)           | 272      |
| 49                                                          | Boreham Wood (6)             | 3 – 2  | East Preston (9)             | 151      |
| 50                                                          | Brackley Town (6)            | 2 – 2  | Farnborough (6)              | 208      |
| đấu lại                                                     | Farnborough (6)              | 0 – 1  | Brackley Town (6)            | 179      |
| 51                                                          | Witham Town (7)              | 4 – 2  | Lewes (7)                    | 121      |
| 52                                                          | Margate (7)                  | 1 – 2  | Barton Rovers (8)            | 638      |
| 53                                                          | Whitehawk (6)                | 2 – 1  | Merstham (8)                 | 123      |
| 54                                                          | F.C. Romania (9)             | 2 – 3  | Sutton United (6)            | 242      |
| 55                                                          | Burnham (7)                  | 0 – 1  | Canvey Island (7)            | 135      |
| 56                                                          | Billericay Town (7)          | 2 – 1  | Raynes Park Vale (9)         | 237      |
| 57                                                          | Grays Athletic (7)           | 1 – 0  | Hastings United (8)          | 231      |
| 58                                                          | Maidenhead United (6)        | 4 – 0  | Faversham Town (8)           | 331      |
| 59                                                          | Thurrock (8)                 | 0 – 2  | Aveley (8)                   | 164      |
| 60                                                          | Fleet Town (8)               | 0 – 4  | Burgess Hill Town (8)        | 154      |
| 61                                                          | Wealdstone (6)               | 1 – 1  | Concord Rangers (6)          | 312      |
| đấu lại                                                     | Concord Rangers (6)          | 2 – 0  | Wealdstone (6)               | 220      |
| 62                                                          | Waltham Abbey (8)            | 1 – 0  | North Greenford United (8)   | 91       |
| 63                                                          | Kettering Town (8)           | 0 – 1  | Chalfont St Peter (8)        | 696      |
| 64                                                          | Beaconsfield SYCOB (8)       | 1 – 3  | Greenwich Borough (9)        | 140      |
| 65                                                          | Romford (8)                  | 0 – 0  | Kingstonian (7)              | 125      |
| đấu lại                                                     | Kingstonian (7)              | 5 – 3† | Romford (8)                  | 258      |
| 66                                                          | Metropolitan Police (7)      | 3 – 4  | East Thurrock United (7)     | 111      |
| 67                                                          | Winchester City (9)          | 3 – 3  | Newport (Isle of Wight) (9)  | 220      |
| đấu lại                                                     | Newport (Isle of Wight) (9)  | 0 – 1  | Winchester City (9)          | 306      |
| 68                                                          | Paulton Rovers (7)           | 1 – 1  | Gloucester City (6)          | 327      |
| đấu lại                                                     | Gloucester City (6)          | 2 – 1  | Paulton Rovers (7)           | 377      |
| 69                                                          | Folland Sports (9)           | 1 – 1  | Frome Town (7)               | 93       |
| đấu lại                                                     | Frome Town (7)               | 1 – 0  | Folland Sports (9)           | 179      |
| 70                                                          | Bridgwater Town (8)          | 0 – 2  | Basingstoke Town (6)         | 282      |
| 71                                                          | Larkhall Athletic (8)        | 3 – 3  | Gosport Borough (6)          | 205      |
| đấu lại                                                     | Gosport Borough (6)          | 7 – 0  | Larkhall Athletic (8)        | 206      |
| 72                                                          | Havant & Waterlooville (6)   | 3 – 0  | Swindon Supermarine (8)      | 386      |
| 73                                                          | Weston Super Mare (6)        | 3 – 0  | Banbury United (7)           | 279      |
| 74                                                          | Blackfield & Langley (9)     | 0 – 0  | Willand Rovers (9)           | 95       |
| đấu lại                                                     | Willand Rovers (9)           | 1 – 0  | Blackfield & Langley (9)     | 221      |
| 75                                                          | Abingdon United (9)          | 0 – 2  | Dorchester Town (7)          | 311      |
| 76                                                          | Shortwood United (8)         | 2 – 1  | Oxford City (6)              | 211      |
| 77                                                          | Bath City (6)                | 1 – 1  | Poole Town (7)               | 547      |
| đấu lại                                                     | Poole Town (7)               | 0 – 2  | Bath City (6)                | 516      |
| 78                                                          | Weymouth (7)                 | 4 – 1  | Bideford (7)                 | 620      |
| 79                                                          | Chippenham Town (7)          | 1 – 0  | Ardley United (9)            | 256      |
| 80                                                          | Flackwell Heath (9)          | W.O.   | Salisbury City (6)           | N/A      |
| Quyền vào tiếp cho Flackwell Heath. Salisbury City bị loại. |                              |        |                              |          |

Ghi chú:
- † = Sau hiệp phụ

## Vòng loại 3
Các trận đấu của Vòng loại 3 dự định diễn ra vào ngày 11 tháng 10 năm 2015, các trận đấu lại không diễn ra muộn hơn ngày 16 tháng 10. Có tổng cộng 80 đội tham gia, là tất cả các đội chiến thắng ở Vòng loại 2. Vòng này có 6 đội ở Cấp độ 9 vẫn còn thi đấu, là các đội có cấp độ thấp nhất trong vòng đấu. Kết quả như sau:
| Thứ tự  | Đội nhà (Bốc thăm)       | Tỷ số | Đội khách (Bốc thăm) | Khán giả |
| ------- | ------------------------ | ----- | -------------------- | -------- |
| 1       | North Ferriby United (6) | 2 – 1 | Grantham Town (7)    | 417      |
| 2       | Tamworth (6)             | 1 – 0 | Lowestoft Town (6)   | 564      |
| 3       | Leamington (6)           | 1 – 1 | Worcester City (6)   | 755      |
| đấu lại | Worcester City (6)       | 2 – 0 | Leamington (6)       | 598      |
| 4       | Guiseley (6)             | 3 – 0 | Halesowen Town (7)   | 671      |
| 5       | Runcorn Town (9)         | 2 – 5 | Norton United (8)    | 215      |
| 6       | Shildon (9)              | 0 – 0 | Stourbridge (7)      | 490      |
| đấu lại | Stourbridge (7)          | 0 – 2 | Shildon (9)          | 488      |
| 7       | AFC Fylde (6)            | 1 – 0 | Buxton (7)           | 639      |
| 8       | Mickleover Sports (8)    | 1 – 2 | Blyth Spartans (7)   | 611      |
| 9       | Stockport County (6)     | 1 – 0 | Ilkeston (7)         | 2,562    |
| 10      | Barwell (7)              | 2 – 1 | Curzon Ashton (7)    | 231      |
| 11      | Colwyn Bay (6)           | 1 – 1 | Warrington Town (8)  | 453      |
| đấu lại | Warrington Town (8)      | 1 – 0 | Colwyn Bay (6)       | 284      |
| 12      | Leek Town (8)            | 2 – 0 | Boston United (6)    | 769      |
| 13      | Bamber Bridge (8)        | 1 – 4 | Chorley (6)          | 2,214    |
| 14      | King's Lynn Town (7)     | 3 – 2 | Lancaster City (8)   | 983      |
| 15      | Gainsborough Trinity (6) | 4 – 0 | Marine (7)           | 473      |
| 16      | Spennymoor Town (8)      | 1 – 0 | Ashton United (7)    | 651      |
| 17      | Grays Athletic (7)       | 0 – 0 | Bromley (6)          | 350      |
| đấu lại | Bromley (6)              | 5 – 0 | Grays Athletic (7)   | 455      |
| 18      | Dorchester Town (7)      | 1 – 0 | Hendon (7)           | 510      |
| 19      | Barton Rovers (8)        | 0 – 1 | Canvey Island (7)    | 220      |
| 20      | Frome Town (7)           | 2 – 2 | Boreham Wood (6)     | 282      |
| đấu lại | Boreham Wood (6)         | 1 – 0 | Frome Town (7)       | 201      |

| Thứ tự  | Đội nhà (Bốc thăm)       | Tỷ số | Đội khách (Bốc thăm)         | Khán giả |
| ------- | ------------------------ | ----- | ---------------------------- | -------- |
| 21      | Biggleswade Town (7)     | 0 – 2 | Maidstone United (7)         | 450      |
| 22      | Evesham United (8)       | 4 – 1 | Chalfont St Peter (8)        | 434      |
| 23      | Staines Town (6)         | 1 – 1 | Gloucester City (6)          | 386      |
| đấu lại | Gloucester City (6)      | 3 – 2 | Staines Town (6)             | 405      |
| 24      | Chippenham Town (7)      | 0 – 5 | Hemel Hempstead Town (6)     | 398      |
| 25      | Concord Rangers (6)      | 3 – 2 | Winchester City (9)          | 202      |
| 26      | Willand Rovers (9)       | 3 – 2 | Aveley (8)                   | 298      |
| 27      | East Thurrock United (7) | 2 – 1 | Tooting & Mitcham United (8) | 224      |
| 28      | Billericay Town (7)      | 0 – 1 | Weymouth (7)                 | 456      |
| 29      | Wingate & Finchley (7)   | 0 – 2 | Havant & Waterlooville (6)   | 292      |
| 30      | Maidenhead United (6)    | 1 – 1 | Gosport Borough (6)          | 519      |
| đấu lại | Gosport Borough (6)      | 3 – 0 | Maidenhead United (6)        | 329      |
| 31      | Needham Market (8)       | 1 – 2 | Witham Town (7)              | 339      |
| 32      | Kingstonian (7)          | 2 – 3 | Eastbourne Borough (6)       | 555      |
| 33      | Flackwell Heath (9)      | 1 – 4 | Weston Super Mare (6)        | 212      |
| 34      | Greenwich Borough (9)    | 1 – 0 | Redhill (8)                  | 227      |
| 35      | Bath City (6)            | 2 – 2 | Shortwood United (8)         | 641      |
| đấu lại | Shortwood United (8)     | 1 – 3 | Bath City (6)                | 374      |
| 36      | Ebbsfleet United (6)     | 1 – 2 | Basingstoke Town (6)         | 953      |
| 37      | Harrow Borough (7)       | 2 – 1 | Waltham Abbey (8)            | 182      |
| 38      | St Albans City (6)       | 2 – 0 | Brackley Town (6)            | 607      |
| 39      | Sutton United (6)        | 1 – 3 | Burgess Hill Town (8)        | 566      |
| 40      | Whitehawk (6)            | 4 – 4 | Chelmsford City (6)          | 319      |
| đấu lại | Chelmsford City (6)      | 4 – 1 | Whitehawk (6)                | 576      |

## Vòng loại 4
Các trận đấu của Vòng loại 4 dự định diễn ra vào ngày 25 tháng 10 năm 2014, các trận đấu lại không được diễn ra muộn hơn ngày 30 tháng 10. Có tổng cộng 64 đội tham gia, bao gồm 40 đội chiến thắng từ Vòng loại 3 và 24 đội mới từ Conference Premier nằm ở Cấp độ 5 của bóng đá Anh. Vòng này có 3 đội ở Cấp độ 9 là Willand Rovers, Greenwich Borough và Shildon vẫn còn thi đấu, là đội bóng có cấp độ thấp nhất trong vòng đấu. Kết quả như sau:
| Thứ tự                                         | Đội nhà (Bốc thăm)       | Tỷ số | Đội khách (Bốc thăm)     | Khán giả |
| ---------------------------------------------- | ------------------------ | ----- | ------------------------ | -------- |
| 1                                              | Spennymoor Town (8)      | 2 – 2 | AFC Telford United (5)   | 853      |
| đấu lại                                        | AFC Telford United (5)   | 3 – 0 | Spennymoor Town (8)      | 934      |
| 2                                              | King's Lynn Town (7)     | 3 – 4 | AFC Fylde (6)            | 1,403    |
| 3                                              | Grimsby Town (5)         | 3 – 0 | Guiseley (6)             | 1,761    |
| 4                                              | Norton United (8)        | 1 – 1 | Shildon (9)              | 422      |
| đấu lại                                        | Shildon (9)              | 1 – 2 | Norton United (8)        | 936      |
| 5                                              | Warrington Town (8)      | 1 – 0 | North Ferriby United (6) | 691      |
| 6                                              | Alfreton Town (5)        | 1 – 1 | Lincoln City (5)         | 886      |
| đấu lại                                        | Lincoln City (5)         | 5 – 1 | Alfreton Town (5)        | 1,529    |
| 7                                              | Macclesfield Town (5)    | 1 – 1 | Wrexham (5)              | 1,876    |
| đấu lại                                        | Wrexham (5)              | 5 – 2 | Macclesfield Town (5)    | 2,260    |
| 8                                              | Chorley (6)              | 0 – 0 | FC Halifax Town (5)      | 2,333    |
| đấu lại                                        | FC Halifax Town (5)      | 5 – 0 | Chorley (6)              | 1,681    |
| 9                                              | Barwell (7)              | 0 – 3 | Altrincham (5)           | 523      |
| 10                                             | Leek Town (8)            | 3 – 4 | Blyth Spartans (7)       | 1,047    |
| 11                                             | Stockport County (6)     | 2 – 4 | Chester (5)              | 4,612    |
| 12                                             | Gateshead (5)            | 4 – 0 | Gainsborough Trinity (6) | 824      |
| 13                                             | Tamworth (6)             | 1 – 1 | Southport (5)            | 814      |
| đấu lại                                        | Southport (5)            | 1 – 1 | Tamworth (6)             | 590      |
| Southport thắng 4 – 2 trong loạt sút luân lưu. |                          |       |                          |          |
| 14                                             | Dorchester Town (7)      | 1 – 7 | Bristol Rovers (5)       | 1,909    |
| 15                                             | East Thurrock United (7) | 7 – 1 | Bath City (6)            | 301      |
| 16                                             | Gloucester City (6)      | 1 – 4 | Forest Green Rovers (5)  | 2,067    |

| Thứ tự  | Đội nhà (Bốc thăm)         | Tỷ số | Đội khách (Bốc thăm)       | Khán giả |
| ------- | -------------------------- | ----- | -------------------------- | -------- |
| 17      | Dartford (5)               | 3 – 1 | Burgess Hill Town (8)      | 929      |
| 18      | Maidstone United (7)       | 2 – 1 | Welling United (5)         | 2,226    |
| 19      | Willand Rovers (9)         | 1 – 3 | Gosport Borough (6)        | 892      |
| 20      | Witham Town (7)            | 1 – 2 | Weston-super-Mare (6)      | 620      |
| 21      | Eastbourne Borough (6)     | 0 – 0 | Dover Athletic (5)         | 911      |
| đấu lại | Dover Athletic (5)         | 1 – 0 | Eastbourne Borough (6)     | 1,042    |
| 22      | Weymouth (7)               | 0 – 0 | Braintree Town (5)         | 989      |
| đấu lại | Braintree Town (5)         | 5 – 3 | Weymouth (7)               | 480      |
| 23      | Worcester City (6)         | 2 – 1 | Greenwich Borough (9)      | 896      |
| 24      | Canvey Island (7)          | 0 – 0 | Havant & Waterlooville (6) | 642      |
| đấu lại | Havant & Waterlooville (6) | 3 – 0 | Canvey Island (7)          | 574      |
| 25      | St Albans City (6)         | 0 – 1 | Concord Rangers (6)        | 953      |
| 26      | Basingstoke Town (6)       | 1 – 1 | Harrow Borough (7)         | 728      |
| đấu lại | Harrow Borough (7)         | 1 – 4 | Basingstoke Town (6)       | 380      |
| 27      | Aldershot Town (5)         | 2 – 0 | Torquay United (5)         | 1,690    |
| 28      | Kidderminster Harriers (5) | 0 – 1 | Eastleigh (5)              | 1,489    |
| 29      | Evesham United (8)         | 1 – 2 | Bromley (6)                | 811      |
| 30      | Chelmsford City (6)        | 0 – 0 | Barnet (5)                 | 1,844    |
| đấu lại | Barnet (5)                 | 4 – 1 | Chelmsford City (6)        | 1,294    |
| 31      | Nuneaton Town (5)          | 0 – 0 | Hemel Hempstead Town (6)   | 930      |
| đấu lại | Hemel Hempstead Town (6)   | 2 – 0 | Nuneaton Town (5)          | 1,222    |
| 32      | Woking (5)                 | 2 – 1 | Boreham Wood (6)           | 1,222    |

## Vòng đấu chính
Các đội chiến thắng ở Vòng loại 4 sẽ bước vào Vòng 1, nơi các đội League One (Cấp độ 3) và League Two (Cấp độ 4) của bóng đá Anh, mới tham gia. Xem thêm ở Cúp FA 2014–15 về kết quả các trận đấu ở Vòng 1.